# Hong Kong Open 1974
L'Hong Kong Open 1974 è stato un torneo di tennis giocato sul cemento. È stata la 2ª edizione dell'Hong Kong Open che fa del Commercial Union Assurance Grand Prix 1974. Si è giocato a Hong Kong dal 4 al 10 novembre 1974.

## Campioni

### Singolare
Il torneo di singolare si è concluso prima delle semifinali

### Doppio
Il torneo di doppio si è concluso prima delle semifinali